# Nymfa (biologie)

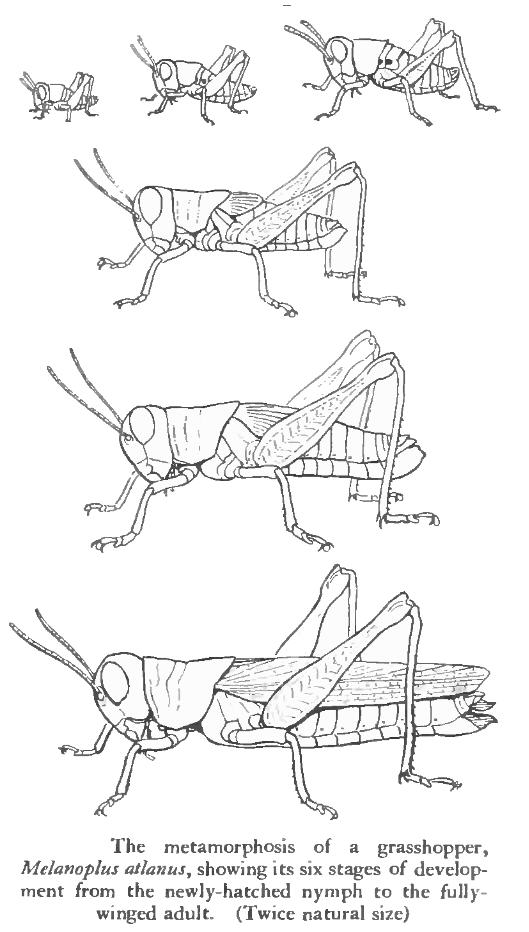
Instary (nymfy) kobylky

Nymfa je nedospělé životní stadium (larva) některých skupin hmyzu, které prodělávají vývoj nepřímý s proměnou nedokonalou. Nikdy se nekuklí, jen se svléká. Nymfa je zvláštní larva, protože značně připomíná dospělce. Nemá však křídla ani pohlavní orgány.
Nymfu mají:
- švábi, škvoři, ploštice, kobylky, cikády, kudlanky, strašilky ale i někteří pavoukovci (klíště).

V širším slova smyslu se někdy jako nymfy označují larvy některých skupin vodního hmyzu nazývané přesněji najády, které mají podobný ontogenetický vývoj, dospělce však připomínají jen vzdáleně. Mívají však larvální orgány, které dospělcům chybí (tracheální žábry, lapací maska).
Najádu mají:
- jepice – najáda má 3 štěty na zadečku, po stranách zadečku lupínkovité tracheální žábry
- pošvatky – najáda má 2 štěty na zadečku, keříčkovité tracheální žábry na břišní straně na bázi končetin, výrazný dolní pysk
- vážky zygopterní – najáda je štíhlá a má 3 lupínkovité tracheální žábry: šidélka, šídlatky, motýlice
- vážky anisopterní – najáda je robustní a má anální tracheální žábry (zbytnělý konečník): šídla, vážky